# Kim Thạch, Vĩnh Linh
Kim Thạch là một xã cũ thuộc huyện Vĩnh Linh, tỉnh Quảng Trị, Việt Nam.
Tên của xã được ghép từ tên của hai xã cũ là Vĩnh Kim và Vĩnh Thạch.

## Lịch sử
Ngày 16 tháng 6 năm 2025, Ủy ban Thường vụ Quốc hội ban hành Nghị quyết số 1680/NQ-UBTVQH15 về việc sắp xếp các đơn vị hành chính cấp xã của tỉnh Quảng Trị năm 2025. Theo đó, sắp xếp toàn bộ diện tích tự nhiên, quy mô dân số của các thị trấn Cửa Tùng, xã Vĩnh Giang, xã Hiền Thành, xã Kim Thạch thành xã mới có tên gọi là xã Cửa Tùng.

## Địa lý
Xã Kim Thạch nằm ở phía đông huyện Vĩnh Linh, có vị trí địa lý:
- Phía đông và phía bắc giáp Biển Đông
- Phía tây giáp các xã Hiền Thành, Trung Nam, Vĩnh Hòa và Vĩnh Thái
- Phía nam giáp thị trấn Cửa Tùng.

Xã Kim Thạch có diện tích 22,82 km², dân số năm 2018 là 5.776 người, mật độ dân số đạt 253 người/km².

## Hành chính
Xã Kim Thạch có 22 thôn, xóm được chia thành 16 thôn: An Đông, An Cổ, An Lễ, Đông, Động Sỏi, Hắc Hiền, Hương Bắc, Hương Nam, Khe Ba, Sơn Hạ, Sơn Thượng, Tây, Thủy Bắc, Thủy Nam, Thủy Trung, Vịnh Mốc và 6 xóm: Bàu, Bợc, Nôổng, Sẽ (Sẻ), Roọc, Xuân.

## Lịch sử
Địa bàn xã Kim Thạch hiện nay trước đây vốn là hai xã Vĩnh Kim và Vĩnh Thạch thuộc huyện Vĩnh Linh.
Ngày 24 tháng 8 năm 2009, Chính phủ ban hành Nghị quyết 39/NQ-CP. Theo đó, điều chỉnh 228,70 ha diện tích tự nhiên và 828 người của xã Vĩnh Thạch (4 thôn: Thạch Bàn, Thạch Bắc, Thạch Nam, Thạch Trung) về thị trấn Cửa Tùng mới thành lập.
Sau khi điều chỉnh địa giới hành chính, xã Vĩnh Thạch còn lại 1.068,51 ha diện tích tự nhiên, dân số là 3.445 người.
Trước khi sáp nhập, xã Vĩnh Thạch có diện tích 10,47 km², dân số là 3.189 người, mật độ dân số đạt 305 người/km², có 10 làng: Sơn Thượng, An Đông, An Cổ, Sơn Hạ, Khe Ba, Xóm Bợc, Động Sỏi, Hắc Hiền, An Lễ, Vịnh Mốc (gồm 7 cụm). Xã Vĩnh Kim có diện tích 12,35 km², dân số là 2.578 người, mật độ dân số đạt 209 người/km².
Ngày 17 tháng 12 năm 2019, Ủy ban Thường vụ Quốc hội ban hành Nghị quyết 832/NQ-UBTVQH14 về việc sắp xếp các đơn vị hành chính cấp xã thuộc tỉnh Quảng Trị (nghị quyết có hiệu lực từ ngày 1 tháng 1 năm 2020). Theo đó, sáp nhập toàn bộ diện tích và dân số của hai xã Vĩnh Kim và Vĩnh Thạch thành xã Kim Thạch.

## Du lịch

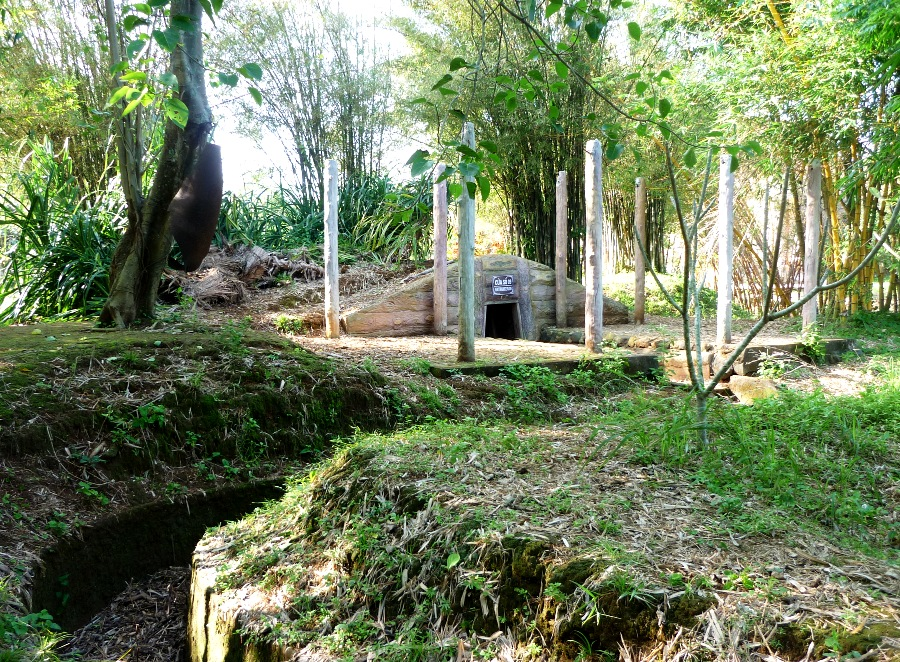
Giao thông hào ở địa đạo Vịnh Mốc

- Địa đạo Vịnh Mốc